# Liu Huaqing

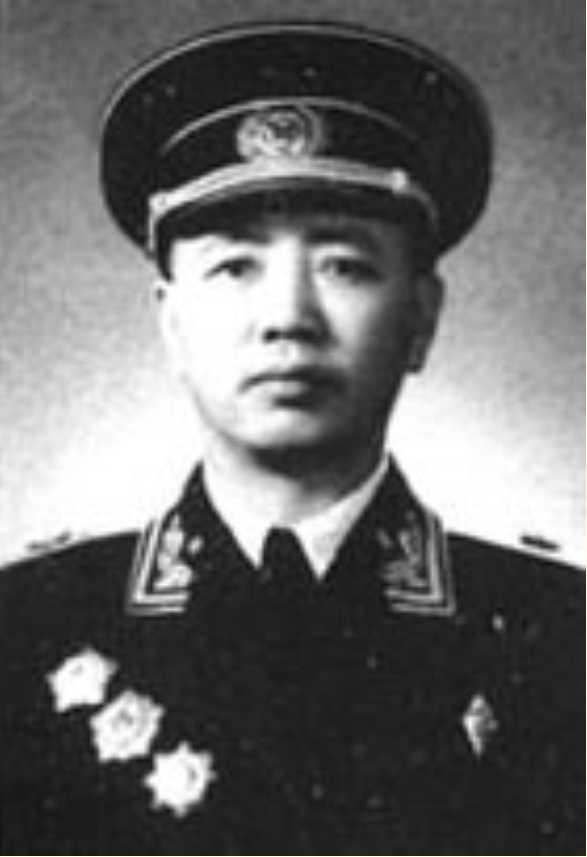
Liu Huaqing, Foto de 1955

Liu Huaqing (1916 - 14 de janeiro de 2011) foi um militar chinês, comandante da Marinha do Exército de Libertação Popular de 1982 a 1988; e considerado o responsável pela sua modernização.